# 刘干 (1914年)
刘干（1914年—1989年），男，山东沂水人，中华人民共和国政治人物，曾任山东省人民检察院检察长，山东省人大常委会副主任，第五届全国人大代表。